# بورنتوون (کارولینای جنوبی)
بورنتوون(به انگلیسی: Burnettown) شهری در ایالت کارولینای جنوبی کشور ایالات متحده آمریکا است که جمعیت آن در سرشماری سال ۲۰۱۰ میلادی، ۲٬۶۷۳ نفر بوده‌است.